# شهرستان آنوچینسکی
شهرستان آنوچینسکی (به لاتین: Anuchinsky District) یک شهرستان در روسیه است که در سرزمین پریمورسکی واقع شده‌است.